# Buffer NUN
NUN buffer es una disolución que hace posible purificar proteínas localizadas en el núcleo de las células eucariotas. Aunque existen otros procedimientos suelen conllevar la pérdida de la proteína de unión al promotor del sitio D de la albúmina (DBP) la cual es indeseada si se va a realizar una investigación de los recorridos que realizan las señales nucleares. Por ello, en 1993 un nuevo procedimiento de extracción fue desarrollado para incrementar la recuperación de proteínas no-histónicas usando una disolución (NUN) que contenía 0.3 M NaCl, 1 M urea, y 1% detergente Nonidet P-40 no iónico, la cual desestabiliza los puentes salinos, los enlaces de hidrógeno, y las interacciones hidrofóbicas, respectivamente; concluyendo en una ruptura de las interacciones entre las proteínas y el ADN. De esta forma, incubando núcleos en un buffer NUN y centrifugando la disolución, el líquido sobrante aún contendrá proteínas nucleares.
El buffer NUN contiene: HEPES [pH 7.6], Urea, NaCl, DDT, PIC 1 & 2, 1.1% NP-40, Ortovanadato de sodio, β-glicerol fosfato y agua.